# Fuenllana
Fuenllana est une commune d'Espagne de la province de Ciudad Real dans la communauté autonome de Castille-La Manche.

## Administration
| Période                                  | Période | Identité | Étiquette | Qualité |
| ---------------------------------------- | ------- | -------- | --------- | ------- |
|                                          |         |          |           |         |
| Les données manquantes sont à compléter. |         |          |           |         |

## Personnalités liées à la commune
- Saint Thomas de Villeneuve (1488-1555), religieux, né dans la commune[1];
- Antonio Rodríguez Huéscar (1912-), philosophe, né dans la commune[2].